# 長崎まる子
まるこ（1995年10月30日 - ）は、日本の女性プロレスラー。長崎県西彼杵郡時津町出身。いたばしプロレスリング所属。

## 所属
- アイスリボン（2015年 - 2018年）
- いたばしプロレスリング（2018年 - ）

## 経歴
2014年
- 年末にアイスリボンに就職研修の名目で短期合宿を行なう。各選手のTwitterにも幾度か登場していて当時は練習生長崎（仮）と表記されていた。

2015年
- 4月に高校卒業後、上京しアイスリボン入門。
- 7月29日、アイスリボン・後楽園ホール大会でデビューする予定だったが、7月23日に胸部の痛みを訴え診断の結果、肺気胸と診断され手術＆入院。デビューは延期となる。
- 9月6日、アイスリボン・北沢タウンホール大会でデビュー。
- 11月23日、アイスリボン・横浜大会「横浜リボン2015・V」にてトライアングルリボン王座に挑戦。新田猫子、つくしと対戦するも敗北、王座獲得ならず。

2016年
- 1月9日、アイスリボン・横浜ラジアントホール大会で全試合後リングで晴れ着姿で登場しリングの上で成人式を行う。
- 7月3日、アイスリボン・後楽園ホール大会「サマージャンボリボン2016」にてトライアングルリボン王座に挑戦。弓李、清水愛と対戦するも敗北、王座獲得ならず。
- 9月3日、アイスリボン・道場マッチ「アイスリボン775」にて藤本つかさの持つICEx∞王座に挑戦するも敗北、王座獲得ならず。
- 9月19日、アイスリボン・横浜大会「横浜リボン2016・秋」にてトライアングルリボン王座に挑戦。清水愛、松本都と対戦するも敗北、王座獲得ならず。

2017年
- TeamDATEのアイスリボン参戦を受け、華DATE＆華蓮DATEの対戦相手となることが決定。練習中に笑うなどの態度を見て4月18日の記者会見で「プロレスを本気でしたいという気持ちが見られないところに憤りを感じております。デビュー戦でぶっつぶしてリングの上から引きずり下ろしたいと思います」とTeamDATEを糾弾した[1]。
- 8月8日、Marvelous・新木場1stRING大会にて、桃野美桜の誘いを受け、チームを結成（後に弓李も加入）。Marvelous長与千種代表より、チーム名を「マブダチ♡厨二病卍卍（マブダチ・チュウニビョウ）」と命名[2]。
- 8月27日の後楽園ホール大会ではイリミネーション8人タッグマッチを行なった。テキーラ沙弥、松屋うの、トトロさつきとの4人タッグでTeamDATE4姉妹と対決。まる子の1人残りとなって4-3でまる子組の勝ち。TeamDATEのリーダーである華DATEは大会直前の25日に左内側靭帯損傷を負い、立っているのがやっとであり開始48秒でリングから去るなど相手側に不完全燃焼が見られたが、試合はアイスリボン新世代が制した。勝利の立役者であるまる子は、6月のシングルマッチで敗れている華へのリベンジを口にした[3]。
- 9月23日、アイスリボン・横浜大会「横浜リボン2017・秋」にてインターナショナルリボンタッグ王座決定トーナメントに桃野美桜とのタッグ「マブダチ厨二病卍卍」で出場。一回戦で藤本つかさ＆中島安里紗の「ベストフレンズ」と対戦し時間切れによる引き分けで両チーム失格となり、準決勝進出ならず。
- 10月9日、アイスリボン・両国KFCホール大会にて世羅りさの持つICEx∞王座に挑戦するも敗北、王座獲得ならず。
- 10月29日、アイスリボン・後楽園ホール大会「Oktober Iceribbon Fest2017」にて大畠美咲の持つRegina di WAVE王座に挑戦するも敗北、王座獲得ならず。[4]
- 11月23日、アイスリボン・横浜大会「横浜リボン2017・Nov.」にてヤングアイストーナメントに出場。一回戦で法DATEと対戦して勝利し、準決勝進出を果たす。
- 12月24日、アイスリボン・両国KFCホール大会、ヤングアイストーナメント準決勝で華蓮DATEと対戦して勝利し、決勝戦進出を果たす。
- 12月31日、アイスリボン・後楽園ホール大会「RIBBONMANIA 2017」にてヤングアイストーナメント決勝戦で直DATEと対戦し敗北。優勝ならず。

2018年
- 1月6日、アイスリボン・横浜大会「新春横浜リボン2018」において、昨年末に投票が行われた「アイスリボンアワード2017」の「ベストバウト賞」を受賞した。受賞した試合は2017年12月24日両国KFCホール大会での華蓮DATE戦。
- 4月8日、アイスリボン・両国KFCホール大会で「6人タッグかしましトーナメント」に弓李、桃野美桜との「マブダチ♥厨2病卍卍」で出場。1回戦で星いぶき、朝陽、つくしの「りとるーず」と対戦し勝利、準決勝進出を果たす。
- 4月11日、膝の不調を訴え病院で検査したところ、「右膝関節前十字靭帯断裂及び半月板損傷」と診断される。当面の間欠場となり、アイスリボン「6人タッグかしましトーナメント」については不戦敗となった。
- 4月22日、いたばしプロレスリング株式会社に正社員・選手として入社。リングネームを「まるこ」に改名（「まる子」は誤り）。
- 4月24日、右膝前十字靭帯再建手術を行なった。
- 5月25日、アイスリボンを正式に退団し、いたばしプロレスリングに移籍となった。
- 7月16日、いたばしプロレスリング・板橋グリーンホール大会で入団の挨拶を行なった。
- 12月2日、いたばしプロレスリング・板橋グリーンホール大会にて2019年2月17日の大会で復帰をすることが発表された。

2019年
- 2月17日、いたばしプロレスリング・板橋グリーンホール大会でメインの8人タッグマッチで復帰戦を行なった。
- 6月19日、プロレスリングWAVE「Weekday WAVE vol.122」に参戦。いたばしプロレスリング移籍後初の他団体参戦となった。

2024年
- 5月1日、まるこが先日の試合中に怪我を負い、精密検査を行なった結果、「左膝前十字靭帯断裂及び外側側副靱帯損」の診断を受け、長期欠場することを発表。
- 10月27日、板橋区立文化会館で行なわれた、いたばしプロレスリング・旗揚げ10周年記念大会で、自身が歌う楽曲「まぁるい太陽」を初披露。

2025年
- 4月20日、いたばしプロレスリング・ハイライフプラザいたばし大会で約1年ぶりに試合に復帰。

## 得意技
- まる投げ

変形裏投げ。
- リバースまる投げ

まる投げが正面から抱えて背中から落とすのに対し、こちらは背後からバックドロップの要領で担ぎ顔から落とす。
- まるコロリン

リストクラッチの丸め込み。
- 猪突猛進

右足を刈りながら前方回転しての丸め込み。
- キャット空中ニャン回転

新田猫子より継承。
- ティヘラ
コルバタ

いずれもヘッドシザーズ・ホイップの一種。
- 臨時急停車式エビ固め

師匠であるはやて直伝のフィニッシュホールド。この技ではやてにフォール勝ちしたことがある。
- 連結式マヒストラル

はやてとの合体技。主にノータッチルールのタッグマッチで使われる。まず、はやてが相手選手をラ・マヒストラルで丸め込み、その上からまるこがジャックナイフ式エビ固めの要領で相手選手の両足を抱える。ラ・マヒストラルを掛けているのははやてだが、記録上はまるこのフォールとして扱われる。

## 入場曲
- ゆめいっぱい / 関ゆみ子
- 猪突猛進 / オリジナル
- 青い珊瑚礁 / 松田聖子 - 現在使用中

## タイトル歴
- 初代租税プロレスタッグ王座（パートナーは柊くるみ）
- 第3代、第5代板橋タッグ王座（パートナーは、はやて×2）

## 人物
- 4人姉妹の3人目。
- 県立としては長崎県一の難関進学校に通うも3年時に通信制高校に転校。
- 中学時代に新日本プロレスをテレビで見てプロレスに興味を持つ。
- リングネームは髪型と愛くるしい性格に合うリングネームにしたいということで藤本つかさから命名された。
- 目指すプロレスラー像として「猛スピード」な選手であることを挙げている。
- 学生時代は水泳部であったことから当時使用していた競泳用水着とゴーグルや水泳帽を着用して試合に登場することもある。

## ディスコグラフィー
- まぁるい太陽（2024年12月16日配信開始[6]、2025年4月20日CD発売[7]） - 作詞・作曲:鈴木友海